# 列維·羅茲曼
列維·羅兹曼（英語：Levy Rozman；1995年12月5日—），网名GothamChess ，美国國際象棋大师和评论员。通常在Twitch和YouTube在线平台上制作内容。

## 慈善事业
2021年10月14日，羅兹曼宣布成立列維·羅兹曼奖学金，向小学、初中及高中国际象棋项目捐款100,000美元。该奖学金由Chess.com的子公司，Chesskid管理。